# Lincolns julmarknad
Lincolns julmarknad hålls i Lincoln i England i Storbritannien, och är en av Europas större julmarknader, med cirka 250 000 besökare per år under de fyra dagar som evenemanget varar.
Marknaden hålls cirka tre veckor före jul, och hålls vid området runt slottet och katedralen. Förutom försäljningen, finns också ett Pariserhjul, samt utomhuskonserter för såväl klassisk musik som rockmusik, och traditioner som öltunnerullning.
Premiäråret var 1982. 2010 rådde stränga väderförhållanden i Lincoln med omnejder, och marknaden fick ställas in detta år.

### Fotnoter
1. ↑  The Lincoln Christmas Market